# Elasmosauridae
Elasmosauridae (zástupci = elasmosauridi) byli příslušníci kladu Plesiosauria, neboli specializovaní a vývojové vyspělí plesiosauři, tedy druhohorní mořští plazi. Byli poměrně hojnými zástupci mořské megafauny zejména v období pozdní křídy. Jejich typickým tělesným znakem byl extrémně prodloužený krk, relativně malá hlava a končetiny přeměněné ve veslovité orgány. Jejich hlavní potravou byly pravděpodobně ryby a někteří další mořští živočichové.
Jeden zástupce této skupiny byl objeven také na území České republiky (v roce 1906 byl popsán jako Cimoliasaurus treplicensis).

## Zástupci
- Eromangasaurus
- Fluvionectes[2]
- Fresnosaurus
- Jucha
- Mauisaurus
- Scanisaurus
- Wapuskanectes[3]
- Woolungasaurus[4]
- Zarafasaura[5]
- Euelasmosaurida
  - Cardiocorax[6][7]
  - Libonectes
  - Thalassomedon[8]
  - Elasmosaurinae
    - Albertonectes
    - Elasmosaurus
    - Hydrotherosaurus
    - Nakonanectes[9]
    - Plesioelasmosaurus[10]
    - Styxosaurus
    - Terminonatator

  - Weddellonectia[11]
    - Aphrosaurus
    - Futabasaurus
    - Kawanectes[12]
    - Morenosaurus
    - Tuarangisaurus
    - Vegasaurus
    - Aristonectinae